# 赫恩贝
赫恩贝（英語：Herne Bay，/hɜːrn beɪ/）是英格蘭東南部肯特郡的一個海濱城市，有人口38,563人。

## 友好城市
- 法國 维姆勒
- 德国 瓦尔特罗普